# Clínica Universidade de Navarra
A Clínica Universidade de Navarra, conhecida como Clínica Universitária ate 2009, é um hospital privado situado na cidade de Pamplona, a capital da Comunidade Foral de Navarra, Espanha. Foi inaugurada em 1962 e faz parte da Universidade de Navarra, uma instituição da  fundada em 1952 por Josemaría Escrivá de Balaguer, fundador da Opus Dei, a mesma organização que administra a universidade.
Em 2010 tinha cerca de 2 300 funcionários, dos quais 440 médicos e 1 200 enfermeiros em dedicação exclusiva, que servem anualmente 140 000 pacientes de 53 países e cinco continentes. Nas suas instalações com 75 000 m² tem 400 camas, 16 salas de cirurgia, 12 unidades de cuidados intensivos para adultos, 6 pediátricas e 12 para necessidades especiais, uma unidade de hospitalização especial, 254 salas de consulta e 154 salas de exame. O hospital tem 37 departamentos médicos distribuídos por 16 áreas e unidades especializadas.
É uma unidade de renome internacional, nomeadamente em oncologia e transplante certificada pela Fundação Avedis Donabedian (FAD) e uma das poucas unidades hospitalares europeias acreditadas pela Joint Commission (TJC, ex-JCAHO).

## História
- 1952 — A Opus Dei cria o Estudio General de Navarra, embrião da atual Universidade de Navarra, sob o impulso de Josemaría Escrivá de Balaguer, o fundador da Opus Dei.[5]

- 1954 —  É fundada a Escola de Medicina, a futura faculdade e escola de enfermagem.[5]

- 1959 — começa a funcionar a Escola Médica de Pós-graduados, que daria origem à clínica.[5]

- 1961-1962 — É iniciada a construção do primeiro edifício da clínica, que seria inaugurado em 1962 com 19 camas.[5]

- 1969 — As instalações são ampliadas, passando a dispor de 200 camas.[5]

- 1976 — A zona de consultas foi ampliada.[5]

- 1984-1997 — Foi iniciada outra ampliação, para albergar tecnologias de ponta, como ressonância magnética, aceleradores lineares e medicina nuclear. Durante esta fase, que terminou em 1997, foi construído um edifício para consultas externas, com entrada independente e 18 000 m² de área.

- 2005 — É terminado um novo edifício com oito pisos, que alberga uma nova unidade de cuidados intensivos com 76 quartos com as últimos tecnologias.

- 2009 — Em março, o nome é mudado de Clínica Universitária para Clínica Universidade de Navarra para deixar clara a sua vinculação à Universidade de Navarra e à comunidade foral de Navarra e ir ao encontro do nome mais usado informalmente, que já incluía o "de Navarra".[6]